# 窗邊咆哮
窗邊咆哮（俗稱鳩叫），是指在香港反對逃犯條例修訂草案運動中由網民自發的一個長期抗爭活動，由2019年8月中開始。參與者在每晚十點正向窗外大叫抗議口號，互相呼應，再在十五分，三十分和四十五分重覆再叫。這個活動概念是參考1970年代開始在瑞典出現的弗洛格斯塔咆哮。
9月上旬，有網民以「已經開學了，學生要早點睡覺」做理由，希望提早一個鐘在九點叫，但沒得到廣泛認同。因是否要提早至九點，還是保留在十點一事上，不能達成共識，故9月起此活動已不了了之。